# BCN Competition
BCN Competition is een Spaans GP2 team dat opgericht is door Enrique Scalabroni in 2003. Het team heeft twee jaar meegedaan in de Formule 3000 en doet vanaf 2005 mee in de GP2.

## Geschiedenis
In 2003 deden ze voor het eerst mee in de Formule 3000, met Rob Nguyen, Will Langhorne, Alessandro Piccolo en Ferdinando Monfardini. Het werd niet zo'n succes, alleen Rob Nguyen wist vier punten te scoren. In 2004 ging het beter met Enrico Toccacelo en Esteban Guerrieri, Toccacelo wist 56 punten te scoren en werd daarmee tweede en Guerrieri werd zesde met 28 punten. Na het veranderen van de Formule 3000 in de GP2 deed BCN het niet zo best, Ernesto Viso haalde 21 punten en werd twaalfde en zijn teamgenoot Hiroki Yoshimoto wist 14 punten te scoren en belandde op de zestiende plek. In 2006 ging het beter mede door de coureurs Hiroki Yoshimoto en Timo Glock, Glock haalde 58 punten en werd daarmee vierde en Yoshimoto haalde twaalf punten en werd vijftiende. Voor het seizoen van 2007 hebben ze de Japanner Sakon Yamamoto en de Nederlandse Chinees Ho-Pin Tung. Nadat Yamamoto zich halverwege het seizoen had ingekocht bij Spyker F1, ten koste van Christian Albers werd de Fin Markus Niemela ingezet. Net als Yamamoto scoorde Niemela ook geen punten. Ho-Pin Tung deed het beter en haalde vier punten waardoor hij als 23ste eindigde dat seizoen.